# Kirundi nyelv
A kirundi nyelv, vagy rundi nyelv (kirundiul:Ikirundi) egy nyelv Afrikában, és a ruanda-rundi nyelvek egyik dialektuskontinuuma, ami a niger-kongói nyelvcsaládba tartozik. Beszélik Burundiban, ami hivatalos nyelv a francia mellett, illetve még Tanzániában, Ugandában és a Kongói Demokratikus Köztársaságban. Legközelebbi rokona a ruandai nyelv, ami szintén dialektuskontinuuma a ruanda-rundi nyelveknek.

## Jellemzők

### Tónus
A kirundi egy tonális nyelv. A legtöbb bantu nyelvhez hasonlóan itt is van emelkedő és ereszkedő tónus. Amikor egy hosszú magánhangzó tónusa emelkedőről ereszkedőre megy, akkor mint eső tónusként van elemezve. A kirundi gyakran használja a fonológiát a példák illusztrálásáért, Meeussen törvényének köszönhetően.

## Betűkészlet

### Magánhangzók
A kirundi nyelvben öt magánhangzó van: A a, E e, I i, O o és U u.

### Mássalhangzók
A kirundiban 19-26 mássalhangzó van: B b, C c, F f, G g, H h, J j, K k, L l, M m, N n, P p, R r, S s, T t, V v, W w, Y y és Z z.

### Kettőshangzók
A ruandaival ellentétben, itt nincsenek kettőshangzók.

## Példák
| Példamondatok | Példamondatok |
| --- | ------------- |
| Mwaramutse - Szervusz!/Jó reggelt, napot!                                                                                           |               |
| Mwiriwe - Jó estét! |               |
| Iyoro ryiza - Jó éjszakát! |               |
| Bite? - Mi újság? |               |
| Uravuga icongereza? - Beszélsz angolul?                                                                                             |               |
| Ego - Igen |               |
| Oya - Nem |               |
| Witwa gute? - Hogy hívnak/hívják?                                                                                                   |               |
| Jewe nitwa - Az én nevem... |               |
| Woshobora kumfasha? - Tud/sz nekem segíteni?                                                                                        |               |
| Ingezi - Turista |               |
| Amahera - Pénz |               |
| Ikirundi n'Ikinyarwanda bisa nk'igi czek n'igi slovak - A rundi és a ruandai olyan közel állnak egymáshoz, mint a cseh és a szlovák |               |
| Amazi - Víz |               |
| Amata - Tej |               |
| Inzoga - Alkoholos ital |               |
| Ejo - Tegnap, Tegnapelőtt |               |
| Eejo - Holnap, Holnapután |               |
| Nzoza ejo/Nzoz'ejo - Holnap/Holnapután jövök                                                                                        |               |
| Ubu - Most |               |
| Igihugu - Ország, Állam |               |
| Faransa, Ubufaransa - Franciaország                                                                                                 |               |
| Ngereza, Ubwongereza - Anglia |               |
| Leta zunz'ubunwe z'amerika - Amerikai Egyesült Államok                                                                              |               |
| Ubudagi - Németország |               |
| Ububirigi - Belgium |               |
| Uburaya - Európa |               |